# Invertébrés sur timbres des îles Féroé
 (mai 2022).
Si vous disposez d'ouvrages ou d'articles de référence ou si vous connaissez des sites web de qualité traitant du thème abordé ici, merci de compléter l'article en donnant les références utiles à sa vérifiabilité et en les liant à la section « Notes et références ».

## 2002
|  | Légende                                |
|  | -------------------------------------- |
|  | Lítil høgguslokkur / Sepiola atlantica |
|  | Øða / Modiolus modiolus                |
|  | Bertákna / Polycera faeroensis         |
|  | Agngágga / Buccinum undatum            |